# Campeonato salvadoreño 1948-49
El Campeonato Salvadoreño de Fútbol Profesional 1948-49 fue la primera temporada de la máxima categoría del fútbol salvadoreño. Fue, además, la primera temporada que se jugó en la era profesional.
En su primera temporada participaron 13 clubes de fútbol ubicados en Acajutla, Ahuachapán, Chalatenango, La Libertad, San Miguel, San Salvador, San Vicente, Santa Ana, Santa Tecla, Sonsonate y Usulután.
El 11 Municipal fue el primer club en coronarse campeón del fútbol salvadoreño. El 11 Municipal también hizo historia al ser el primer club en ser campeón del departamento de Ahuachapán y de la zona occidental del país.

## Formato
El formato del torneo era de todos contra todos a dos vueltas (aunque no se jugaron todos los partidos, debido a que eran irrelevantes para el destino del campeonato).
Los puntos obtenidos por cada enfrentamiento fueron los siguientes:
- 2 puntos por victoria
- 1 punto por empate
- 0 puntos por derrota

El equipo con más puntos acumulados en la tabla, sería el campeón.

## Equipos participantes
| Equipo            | Municipio    | Departamento |
| ----------------- | ------------ | ------------ |
| 11 Municipal      | Ahuachapán   | Ahuachapán   |
| Alacranes         | Chalatenango | Chalatenango |
| Cuscatleco        | San Salvador | San Salvador |
| Dragón            | San Miguel   | San Miguel   |
| España            | San Salvador | San Salvador |
| FAS               | Santa Ana    | Santa Ana    |
| Ferrocarril       | Sonsonate    | Sonsonate    |
| Independiente     | San Vicente  | San Vicente  |
| Juventud Olímpica | San Salvador | San Salvador |
| Libertad          | San Salvador | San Salvador |
| Luis Ángel Firpo  | Usulután     | Usulután     |
| Quequeisque       | Santa Tecla  | La Libertad  |
| Santa Anita       | San Salvador | San Salvador |

## Tabla de posiciones
| Pos. | Equipo            | Pts. | PJ | G  | E | P  | GF | GC | Dif. | Clasificación |
| ---- | ----------------- | ---- | -- | -- | - | -- | -- | -- | ---- | ------------- |
| 1    | 11 Municipal      | 37   | 24 | 15 | 7 | 2  | 71 | 27 | +44  | Campeón       |
| 2    | Libertad          | 36   | 24 | 14 | 8 | 2  | 59 | 22 | +37  | Descendido    |
| 3    | FAS               | 29   | 23 | 13 | 3 | 7  | 59 | 47 | +12  |               |
| 4    | Juventud Olímpica | 26   | 24 | 11 | 4 | 9  | 42 | 44 | −2   |               |
| 5    | Dragón            | 25   | 22 | 10 | 5 | 7  | 37 | 31 | +6   |               |
| 6    | Luis Ángel Firpo  | 25   | 22 | 9  | 7 | 6  | 43 | 41 | +2   |               |
| 7    | Santa Anita       | 24   | 21 | 10 | 4 | 7  | 38 | 28 | +10  |               |
| 8    | Alacranes         | 20   | 24 | 7  | 6 | 11 | 38 | 40 | −2   | Descendido    |
| 9    | España            | 20   | 21 | 8  | 4 | 9  | 36 | 43 | −7   | Descendido    |
| 10   | Independiente     | 19   | 23 | 6  | 7 | 10 | 31 | 41 | −10  |               |
| 11   | Ferrocarril       | 15   | 23 | 5  | 5 | 13 | 29 | 42 | −13  |               |
| 12   | Cuscatleco        | 13   | 22 | 5  | 3 | 14 | 34 | 56 | −22  | Descendido    |
| 13   | Quequeisque       | 7    | 23 | 2  | 3 | 18 | 23 | 76 | −53  | Descendido    |

 Fuente: RSSSF
|                                  |
|                                  |
| Campeón 11 Municipal 1.er título |